# McCulloch MC-4
McCulloch Model MC-4 là một loại trực thăng của Hoa Kỳ, đây là mẫu trực thăng đầu tiên do McCulloch Aircraft Corporation phát triển, McCulloch là bộ phận thuộc McCulloch Motors Corporation. Lục quân Hoa Kỳ định danh YH-30 và Hải quân Hoa Kỳ định danh XHUM-1.
Do các đánh giá không khả quan từ phía quân đội, mẫu máy bày này đã không được sản xuất hàng loạt. Chỉ có 3 mẫu thử được sản xuất.

## Biến thể
McCulloch MC-4
McCulloch MC-4A
McCulloch MC-4C
Jovair Sedan 4E
Jovair Sedan 4ES
Jovair Sedan 4A

### Định danh quân sự
YH-30
XHUM-1

## Quốc gia sử dụng
Hoa Kỳ
- Lục quân Hoa Kỳ
- Hải quân Hoa Kỳ

## Tính năng kỹ chiến thuật (YH-30)
Đặc điểm tổng quát
- Kíp lái: 2
- Chiều dài: 32 ft 0 in (9.88 m)
- Đường kính rô-to chính:  2×  22 ft 0 in (7.1 m)
- Chiều cao: 9 ft 2 in (2.77 m)
- Trọng lượng rỗng: 1200 lb (544 kg)
- Trọng lượng có tải: 2000 lb (907 kg)
- Động cơ: 1 × Franklin O-335-6 (6A4-200-C6), 200 hp (147 kW)

Hiệu suất bay
- Vận tốc cực đại: 105 mph (169 km/h)
- Tầm bay: 200 dặm (322 km)